# SN 2003kd
SN 2003kd – supernowa typu Ia odkryta 23 listopada 2003 roku w galaktyce UGC 2468. W momencie odkrycia miała maksymalną jasność 17,10m.